# Ратхор, Раджьявардхан
Раджьявардхан Сингх Ратхор (хинди राज्यवर्धन सिंह राठौड़; род. 27 января 1970 года, Джайсалмер) — индийский политик, бывший индийский стрелок, специализировавшийся в дисциплине дубль-трап. Призёр Олимпийских игр и чемпионатов мира. Награждён высшими спортивными наградами Индии Арджуна (2004) и Раджив Ганди Кхел Ратна (2005).
Член индийского Правительства (с 2014 года).

## Спортивная карьера
Спортивную карьеру Раджьявардхан Ратхор начал в 1998 году. В 2002 году заявил о себе на международной арене, выиграв личные и парные соревнования на Играх Содружества в Манчестере. При этом он смог опередить олимпийского чемпиона из Австралии Марка Рассела, который являлся его личным тренером. В следующем году на чемпионате мира в Никосии сильнее оказался ставший вторым Марк, а индийский стрелок стал бронзовым призёром.
В 2004 году на Олимпийских играх в Афинах Ратхор с пятым результатом пробился в финал соревнований по дубль-трапу, но в решающем раунде продемонстрировал неплохое выступление (44 поражённых мишени из 50), что позволило подняться ему на второе место в 10 баллах позади Ахмеда Аль Мактума. Индивидуальные серебряные медали индийские спортсмены не выигрывали с 1900 года, где два «серебра» выиграл бегун Норман Причард.
В 2006 году Раджьявардхан защитил звание победителя Игр Содружества и стал бронзовым призёром Азиатских игр. На Играх в Пекине индиец выступал неудачно — допустил в квалификации 19 промахов и занял лишь 15 место из 19 участников.

## Политическая карьера
В 2013 году Ратхор уволился из индийской армии в звании подполковника и начал заниматься политикой. Он вступил в партию Бхаратия джаната парти. В 2014 году был избран членом нижней палаты Парламента. 9 ноября того же года вошёл в состав правительства Нарендры Моди, где занял пост министра информации и телерадиовещания.